# Bolivianus
Bolivianus är ett släkte av skalbaggar. Bolivianus ingår i familjen vivlar.
Kladogram enligt Catalogue of Life:
| Bolivianus | \| \| Bolivianus variabilis \| \| \| \| |
|            | \| \| Bolivianus variabilis \| \| \| \| |
|            | Bolivianus variabilis                   |
|            |                                         |